# Pelin (miejscowość)
Pelin (bułg. Пелин) – wieś w Bułgarii, w obwodzie Kyrdżali, w gminie Krumowgrad. W 2024 roku liczyła 670 mieszkańców.